# Vampire Doll
Vampire Doll (バンパイアドール・ギルナザン Vampire Doll Guilt-na-Zan) er en mangaserie skabt af Erika Kari 2002-2008 og udsendt i 6 bind. Serien er ikke udsendt på dansk, men er udsendt på engelsk af Tokyopop.

## Baggrundshistorie
Over hundrede år før seriens begyndelse herskede vampyr-aristokraten Guilt-na Zan over natten i Europa, indtil det lykkedes exorcisten Kyoeisai Yotobari at forsegle hans sjæl i et kors. I nutidens Japan genopliver exorcistens efterkommer, Kyoji, Guilt-na Zan men anbringer den i sin tid flotte mands sjæl i en voksdukke forestillende en flot ung pige. Berøvet de fleste af sine kræfter må Guilt-na Zan nu som en levende voksdukke under navnet Guilt-na tjene som Kyojis tjenestepige såvel som hjælpe ham ved hans lejlighedsvise exorcistjob samt i kampene mod Kyojis tumpede tvillingbror Kyo'ichi. Og indimellem må han strides med Kyojis drillesyge, men der bliver dog også tid til at fundere over livet før, nu og i al almindelighed.

## Personer
- Guilt-na Zan (ギルナザン, Guru-na Zan) var i sin tid en vampyr-aristokrat, hvis mørke kræfter kunne kontrollere jordens bæster og nedkalde torden. En flot ung mand med sølvfarvet hår hvis sjæl imidlertid som beskrevet endte over hundrede år i et kors. Og da hen genoplives bliver det i en voksdukke, Kyoji skabte i Tonaes billede, blot med blondt hår. Som den levende voksdukke Guilt-na (Guru-na) er han nu tvunget til at være tjenestepige for Kyoji såvel som assistere ham i ved hans lejlighedsvise exorcistjob samt i kampene mod Kyo'ichi. Indledningsvis er han ikke meget for situationen men tager efterhånden tingene ganske seriøst og lægger endda betydelig vægt på at mestre en af sine nu få kræfter; at lave lækre kager. Imidlertid kan han ved at drikke 1cc af Tonaes blod forvandle sig til sit gamle jeg men kun for 10 minutter. Senere giver en parfume baseret på Tonaes blod en lignende effekt med den sideffekt, at han også forvandles hver fuldmåne. Som person er noget temperamentsfuld men eller forholdsvis venlig og kærende om andre, og trods den stærkt forandrede verden forsøger han at tilpasse sig forholdene i stiv arm.
- Kyoji Yotobari (夜帳響司, Yotobari Kyouji) er exorcisten, der genoplivede Guilt-na Zan – han stod alligevel og havde brug for en tjenestepige! Han er af doven natur og ved hans lejlighedsvise exorcistjob er det reelt andre, der gør det grove arbejde. Men da jobbene ikke ligefrem vrimler, har han rigelig tid til sine hobbyer så som at drille Guilt-na og designe pigetøj i gotisk stil til Guilt-na og Tonae. Han har langt sort hår og briller.
- Tonae Yotobari (夜帳唱, Yotobari Tonae) er Kyojis lillesøster men i modsætning til denne kender hendes venlighed ingen grænser. En oftest stille pige men med et rent hjerte og vellidt af alle. Kyoji skabte Guilt-na-voksdukken i hendes billede, mens hun var syg, og efterhånden som voksdukken blev færdig, blev hun rask. Hun ligner selvsagt Guilt-na, men hendes lige så omfangsrige hår er dog brunt.
- Kyo'ichi Yotobari ("Night Veil") (夜帳響壱, Yotabari Kyouichi) er Kyojis ældre tvillingbror, der er utrolig dum, naiv og klodset. Men han er også en magtfuld exorcist, der gentagne gange går i kamp mod Kyoji hjulpet af forskellige forbandede ting, han stjal, da han i sin tid blev bandlyst fra slægten. Ligner Kyoji men har dog ikke briller.
- Vincent (ビンセント, Vinsento) er egentlig en flagermus men er som oftest transformeret til en mand. Han kan udsende supersoniske lyde og kan udskyde vinger, så han kan flyve. Begge dele praktisk i kamp men til dagligt gør han sig mest bemærket ved sin temmelig begrænsede intelligens. Han er dog også en venlig og vellidt person. Han blev i sin tid Guilt-na Zans tjener men ligesom denne forseglet i et kors. Blev siden udfriet af Kyo'ichi til brug mod Kyoji, hvilket dog mislykkede, da Vincent stadig var og er loyal mod Guilt-na Zan.

- Dune (デューン, Deyuun) er egentlig en omstrejfende dæmon med udseende som blond teenagedreng med solbrændt hud. Ved at suge negativ energi fra andre, kan han imidlertid forvandle sig selv til en voksen mand. At han så nogle gange overdriver med energiudsugelse, så stridende skoledrenge forvandles til homoseksuelle, er så en anden side af sagen. Bor og arbejder nu på Tonaes skole hvor han må finde sig i lidt af hvert fra Shizukas side.
- Shizuka (三ツ蜂志づ香, Shizuka Mitsuhachi) er Tonaes klassekammerat og elevrådsformand. En seriøs pige, der udsætter Dune for lidt af hvert men også den første til at kære om ham.
- Hugo Maria (マリヤ＝ユウゴオ, Marya Nyuugoo) er en mester i at lave dukker og den, der lærte Kyoji faget. Er både dygtig til og kendt for sit arbejde. Er åbenbart udødelig hvilket dog ikke forhindrer en snigende senilitet. Han stammer fra landet W, der gik til grunde i en borgerkrig, og er nu japansk borger.
- Dante (ダンテ, Dante) var en dæmon, der i sin tid ofrede sig for at redde Hugo, som efterfølgende genoplivede hans sjæl i en voksdukke forestillende en dreng. Han er assistent for Hugo, som han elsker meget og nødig vil lade forlade sig. Han kan udskyde meterlange knive fra hænderne såvel som andre steder på kroppen, når han bliver vred. Nærer til stadighed et ønske om at blive højere.
- Moegi Madarame (斑目萌えぎ, Madarame Moegi) er en ny elev på skolen og tilsyneladende en svagelig pige. Men hendes venlige ydre dækker over en shinigami, en djævel ved navn Fahrenheit (ファーレンハイト, Fuaaresohaito). Da Moegi som lille pige stod for døden indgik hun en pagt med Fahrenheit. Hendes sjæl fik lov at leve i Fahrenheits krop, der til gengæld fik adgang til den virkelige verden. Til daglig får omverdenen Moegi at se men efterhånden læres det andet jeg, Fahrenheit, at kende, som Dune var ven med, før Fahrenheit blev shinigami.
- Bat Axe (バットアクセス, Batto Akusesu) er flagermus/mand som Vincent men var forseglet i en økse Kyoji udstyrede Guilt-na Zan og Dune med i kampen mod Fahrenheit. Efter at sagen har løst sig bliver han udfriet og efterfølgende Kyoichis tjener.

## Mangaserien
| Bind | Udgivet           | Japansk ISBN           |
| --- | ----------------- | ---------------------- |
| 1 | 24. juli 2004     | ISBN 4-7580-5085-6     |
| Vampyr-aristokraten Guilt-na Zan bliver genoplivet som voksdukkepige Guilt-na af exorcisten Kyoji. På denne baggrund lærer han snart Kyojis venlige søster Tonae og fjendtlige bror Kyo'ichi at kende og genser sin tjener Vincent.                                                                                          |                   |                        |
| 2 | 25. maj 2005      | ISBN 4-7580-5143-7     |
| Dette bind indledes med et indblik i Kyojis og Kyo'ichis fortid. Videre følger en kagebagningskonkurrence, og siden bliver Guilt-na Zan sat på jagt under halloween. Men her skal man ikke tro på alt, hvad øjet kan se. |                   |                        |
| 3 | 25. februar 2006  | ISBN 4-7580-5211-5     |
| Kyoji er medlem af Ordenen, der kommer på hemmeligt besøg. Siden kommer Guilt-na Zan ud for lidt af hvert, da han først vågner i en lille dukkes krop og senere som udstillingsgenstand bliver mål for et par tyve. |                   |                        |
| 4 | December 2006     | ISBN 4-7580-5266-2     |
| Guilt-na Zan mindes hvordan han i fortiden lærte både omsorg og Vincent at kende. Tilbage i nutiden må han og Vincent bemæmpe deres dobbeltgængere. Og endelig bliver der tid til en sommertur til strand og hav. |                   |                        |
| 5 | 25. juli 2007     | ISBN 978-4-7580-5303-7 |
| Guilt-na Zan går på jagt på skolen efter et mystisk væsen der viser sig tæt forbundet med den nye elev Madarame. Det viser sig ligeledes at væsenet, Fahrenheit, både er på jagt efter Guilt na Zan og har forbindelse til Dunes fortid.                                                                                     |                   |                        |
| 6 | 25. november 2008 | ISBN 978-4-7580-5377-8 |
| Kyoji, Guilt-na Zan, Vincent, Tonae, Kyoichi og Bat Axe er flyttet sammen i Yotobari-familiens gamle palæ, hvor samlivet hurtigt slår gnistre. Men der bliver også tid til mere muntre ting som Valentinsdag og en skovtur, før selveste Kyoeisai Yotobari vender tilbage fra de døde og afslører sandheden om Guilt-na Zan. |                   |                        |

## Bonushistorier
Som et spin-off er mangabindene forsynet med et større antal humoristiske firebilledesstriber. Under titlen Vampire Doll Reflections satiseres over hoedserien såvel som uddybes forskellige detaljer. I serien Role Playing Guilt-na Zan i bind 2-4 kommer figurerne i rollespilsstil ud på en længere tur, hvor Kyoji dog konstant dukker op i alverdens roller. Og i serien D_T_S (Dante the Stabber) i bind 4-5 er den højdehungrende Dante og skolefestivaller i fokus.
I bind 2 er der desuden et par crossovers med Verno Mikawas Strange Plus.
Bind 5 byder på den lille sidehistorie The last piece og den uafhængige lille historie Hanasaka nii-san. Bind 6 rundes tilsvarende af med den lille sidehistorie Gift from a cat.